# قلعة الرصافة
قلعة الرصافة تقع غرب مدينة مصياف وتبعد عنها 15 كم في محافظة حماة، وبنيت في أواخر القرن العاشر الميلادي.

## روابط خارجية
- قلعة الرصافة - موقع محافظة حماة